# Flaga gminy Łomża
Flaga gminy Łomża – jeden z symboli gminy Łomża w postaci flagi, ustanowiony przez radę gminy 18 października 2017 r.. Autorem projektu flagi był Robert Szydlik.

## Wygląd i symbolika
Flaga obowiązująca od 2017 składa się z dwóch poziomych pasów: górnego czerwonego i dolnego żółtego, w stosunku wysokości 4:1. W części czołowej czerwonego pasa (od strony drzewca) umieszczono godło herbu gminy o wysokości 3/5 wysokości flagi. Proporcje flagi wynoszą 5:8. Kolorystyka flagi została zaczerpnięta z herbu gminy.
Flaga obowiązująca przed rokiem 2017 składała się z dwóch pasów: górnego błękitnego i dolnego zielonego, a od strony swobodnej znajdował się żółty trójkąt.